# Four des Casseaux
Le four des Casseaux est un four à porcelaine situé dans la commune de Limoges, dans la Haute-Vienne. Son volume de 80 mètres cubes permettait de cuire simultanément 15 000 pièces de porcelaine. Il est le seul, parmi les cinq vestiges de fours ronds encore présents à Limoges, à être classé monument historique, sous le nom d'ancien four à porcelaine G.D.A., et accessible au public. 
Témoignage rare de l'intense activité de production de porcelaine de Limoges du début du XXe siècle, il s'agit du dernier grand four rond dit « à flamme renversée » présent en France. Il est ouvert à la visite, et constitue un site patrimonial et touristique de premier plan de la ville. Son nom actuel lui a été donné consécutivement à l'engagement de son projet de valorisation ; il découle du nom du quartier situé en bordure de la Vienne.

## Description

### Localisation
Le four est situé rue Victor-Duruy, à l'est du quartier historique de la Cité, tout près des rives de la Vienne. Il est situé au bord de la rue du Port-du-Naveix, portion urbaine de la RN 520 qui relie l'autoroute A20 à la route nationale 21 vers Périgueux, et qui longe ici la rivière. Le port du Naveix est un ancien port fluvial où était notamment débarqué le bois flotté descendu de la montagne limousine vers les industries de Limoges,. Les photographes Jean-Baptiste Boudeau et Jean-Baptiste Audiguet mettent en évidence ce flottage dans leur œuvre.

### Fonctionnement

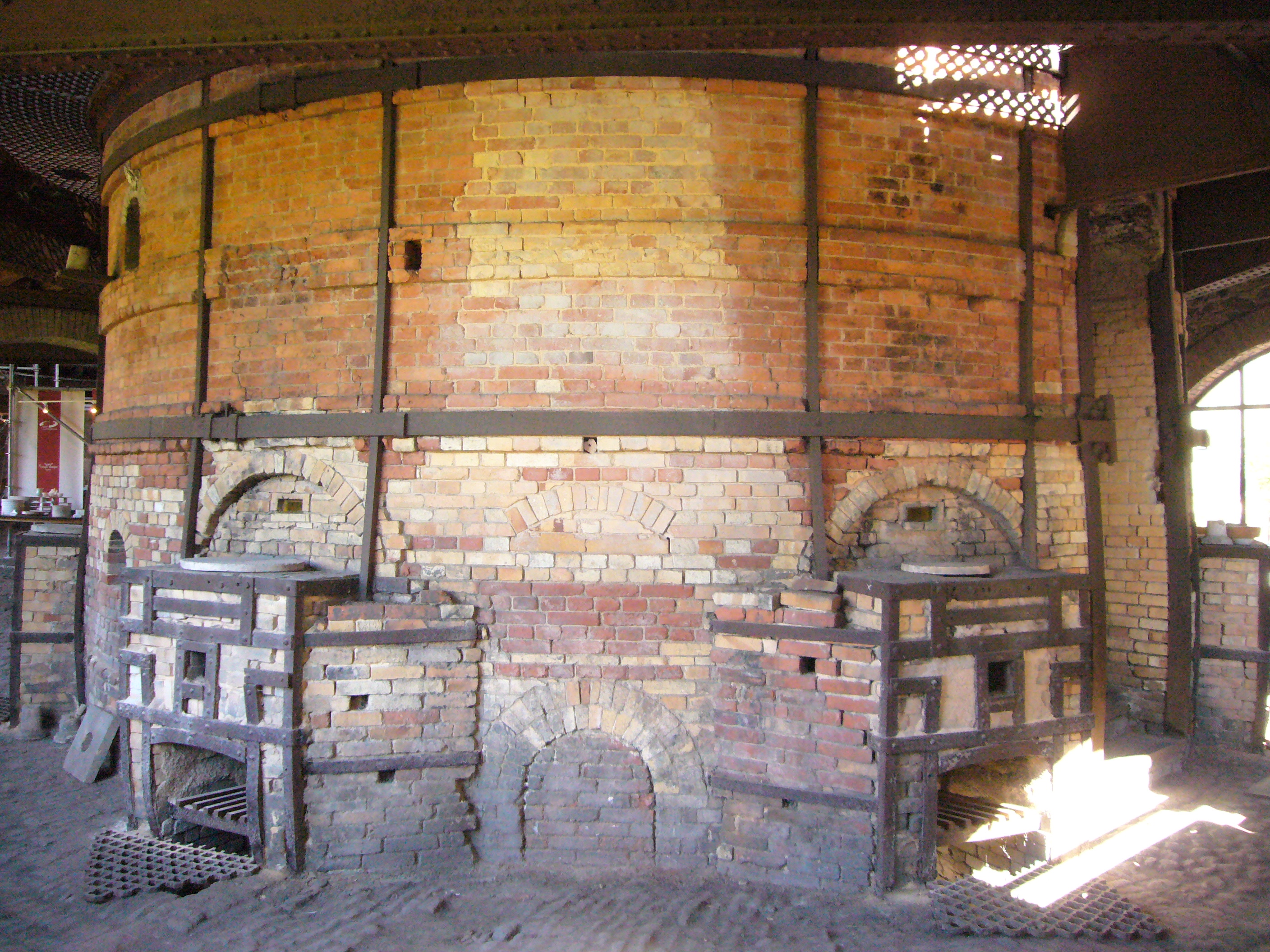
Alandiers du four.

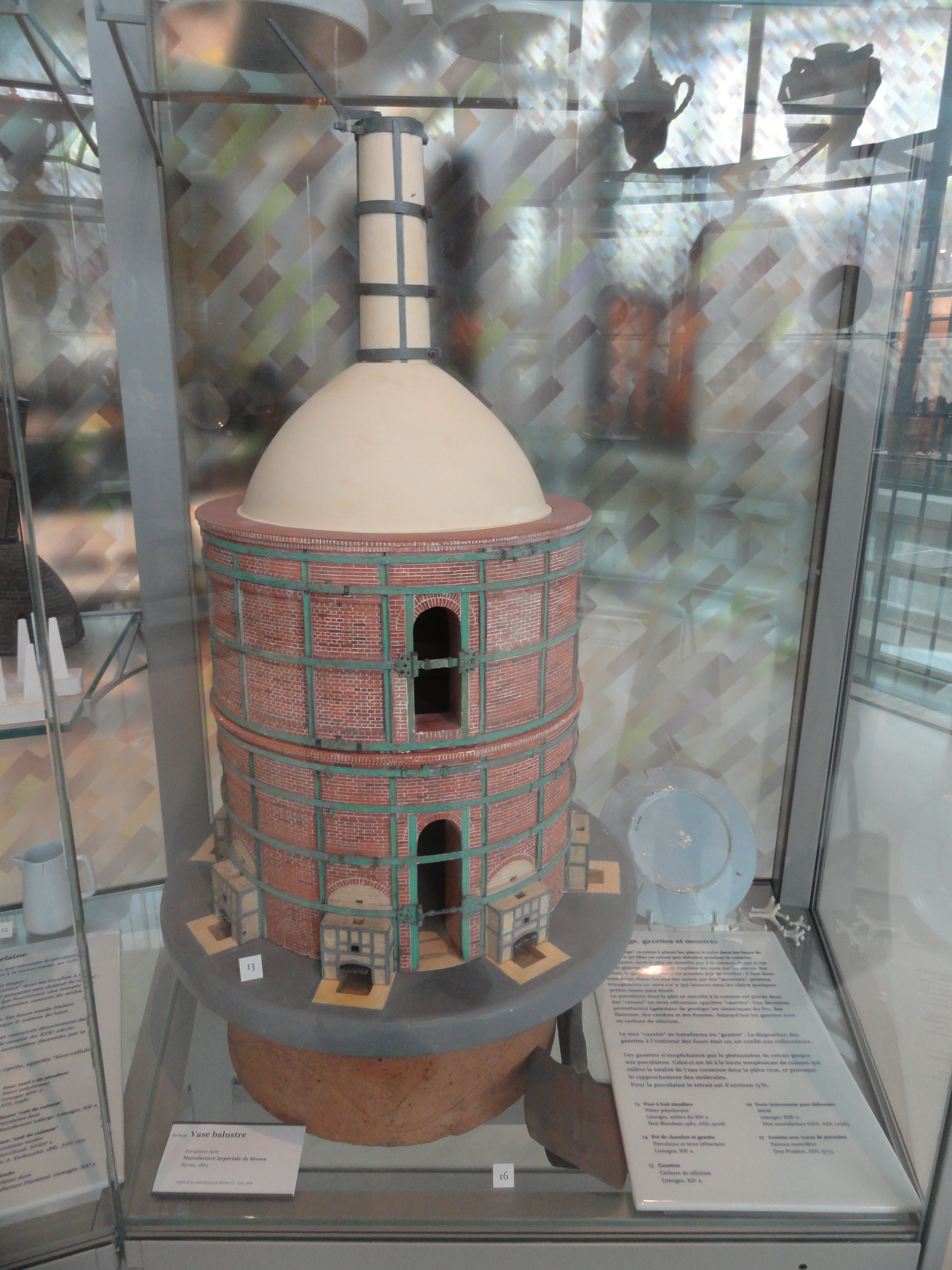
Réplique d'un four similaire, présentée au Musée national Adrien-Dubouché à Limoges.

Le four des Casseaux est un four cylindrique, à huit alandiers, dont le fonctionnement correspond au système Minton, du nom du Britannique Herbert Minton, dépositaire en 1873, avec le céramiste français Léon Arnoux, d'un brevet de four à flamme renversée, au charbon, aux avantages techniques et économiques,. 
Le four comprend deux chambres de cuisson : une chambre supérieure, appelée « globe », où le « dégourdi », une première cuisson à 900 degrés, est réalisé, et une chambre inférieure, appelée « laboratoire », où une seconde cuisson dans un bain d'émail est effectuée à environ 1 400 degrés. Avec la technique de la flamme renversée, le feu s'introduit d'abord dans le laboratoire, où les pièces sont disposées dans des contenants en céramique, nommés « gazettes », puis pénètre dans des carneaux disposés dans le sol du laboratoire pour atteindre le globe. La cheminée du four dispose d'un clapet qui permet de réguler le tirage.
Il est construit en briques réfractaires, au nombre de 120 000, cerclées de fer, et possède un diamètre de 7,74 mètres. Sa hauteur atteint 12 mètres sous globe, et 21 mètres cheminée comprise. Le sommet de la cheminée du four dépasse du lanterneau aménagé dans la toiture du bâtiment de l'ancienne usine. La capacité du four est d'environ 100 m3. Le four prend place dans un local industriel en pierre, à un étage.

## Histoire

### Période industrielle

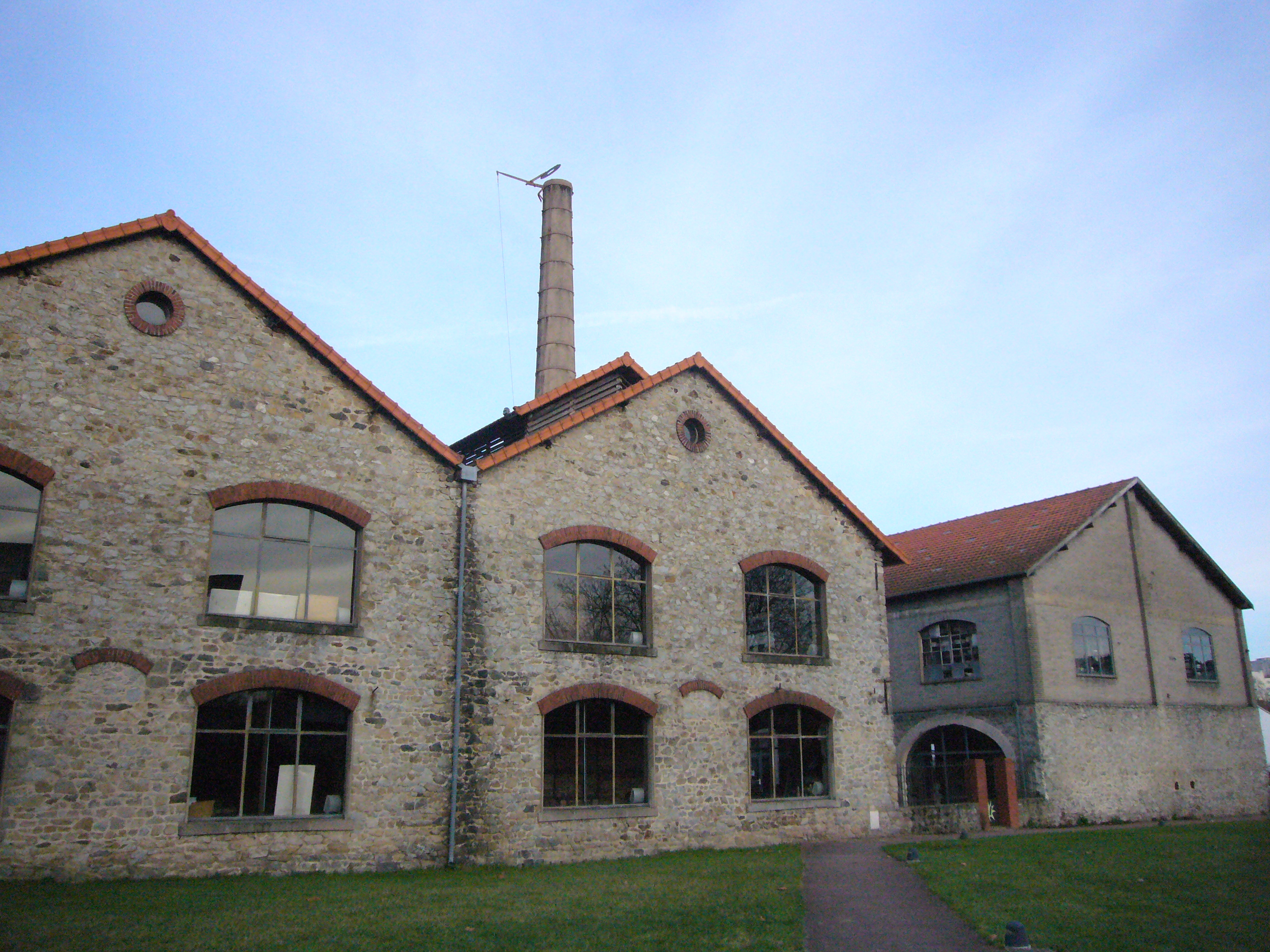
Le four vu depuis l'ouest.

Le four est construit en 1900 pour l'ancienne usine Gérard-Dufraisseix-Abbott, établie à l'emplacement d'une usine fondée en 1816 par François Alluaud. Les trois associés Gérard, Dufraisseix et Abbott (Gérard, Dufraisseix et Morel avant 1890) sont les successeurs de Charles Field Haviland, cousin germain des porcelainiers d'origine américaine Charles et Theodore Haviland, époux d'une petite-fille Alluaud qui avait repris l'entreprise en 1876. Pionnier et figure majeure de la porcelaine à Limoges, François Alluaud était initialement installé rue des Anglais, à l'ouest du centre-ville, avant d'édifier à la Restauration sa nouvelle usine sur les bords de la Vienne. Celle-ci apparaît clairement sur la gravure que Lecamus produit vers 1950, près de l'abbaye des Bénédictins. Après Alluaud, les bâtiments industriels sont grandement remaniés par les successeurs, dans les années 1890 et 1900, sous la conduite de l'architecte Henri Geay.
Le four est construit par Pierre Blondeau, et remanié dans les années 1920 par l'entreprise de fumisterie Lamour et Leclerc. 
Le four perd son utilité dans les années 1950 avec l'adoption de la technique de cuisson au gaz, dans les fours tunnels. L'usine est reprise par la société Céramine en 1949, rejointe sur une partie par la société Lanternier, qui s'allie à G.D.A. pour former la Société Limousine de Gestion Porcelainière (S.L.G.P.), devenue Royal Limoges en 1989. Les bâtiments, touchés par deux incendies et en partie détruits, accueillent ensuite sur leur élévation orientale une enseigne McDonald's, tandis que le magasin d'usine Royal Limoges demeure à côté, entre le restaurant et le four.

### Valorisation
L'association Espace Porcelaine, fondée en 1986, sauve le four et son bâtiment des ruines en 1987. Bénéficiant d'un bail emphytéotique, elle ouvre le four au public en 1992, et gère l'espace muséographique qui prend place autour, en y organisant des visites guidées et des expositions thématiques.
Le four des Casseaux fait l'objet d’un classement au titre des monuments historiques depuis le 6 juillet 1987. Il bénéficie aussi d'une inscription à l'inventaire général du patrimoine culturel, auquel il a été intégré dans le cadre de l'opération thématique menée sur le patrimoine industriel de Limoges par Frédéric Pillet entre 2002 et 2003.